# Ignaz Zehetmayr
Ignaz Zehetmayr (* 1746; † 11. Januar 1813 in Freising) war Klosterrichter in Weihenstephan und von 1802 bis 1813 Bürgermeister von Freising.

## Leben
Zehetmayr war von 1787 bis 1805 „Weingastgeb“ im Gasthaus „Zum Schwarzer Hahn“ an der Unteren Hauptstr. 15 in Freising. Vor der Säkularisation war er bereits Mitglied des fürstbischöflich Freisinger Magistrats, der aus den vier Bürgermeistern Johann Michael Pübringer, Joseph Pauweber, Ignaz Zehetmayr und Peter Pollin bestand. Ignaz Zehetmayr wurde nach der Inbesitznahme Freisings durch kurpfalz-bairische Truppen 1802 als Bürgermeister von Freising eingesetzt. Er war zudem Klosterrichter in Weihenstephan.
Er starb am 11. Januar 1813 an Tuberkulose. Nachfolger im Amt des Bürgermeisters wurde Thomas Heigl.